# فتحیه بخده
فتحیه بخده (زادهٔ ۹ ژوئیهٔ ۱۹۹۰) بازیکن فوتبال است.
وی همچنین در تیم ملی فوتبال الجزایر بازی کرده‌است.